# 曠野 (俳諧集)
『曠野』（あらの）は、俳諧の撰集で、俳諧七部集の一つ。山本荷兮編。3冊。1689年（元禄2年）3月、松尾芭蕉序。京都の井筒屋庄兵衛刊。

## 概要
上巻を巻1～4、中巻を巻5～8に分類し、合わせて179名の発句735句を収め、下巻には員外として連句10巻を収める。作者の顔ぶれは、現今の蕉風俳人だけでなく、連歌師や貞門派、談林派の古今の俳人にまで及んでいる。序文の「いささか実をそこなふものもあればにや。いといふのいとかすかなる心のはしの、有かなきかにたどりて、（中略）無景のきはまりなき、道芝のみちしるべせむと、此野原の野守とはなれるべし」という言葉から、芭蕉が蕉風の美進むべき道しるべにしたいとの期待がうかがえる。